# Martin Jensen
Martin Jensen (Esbjerg, 27 luglio 1978) è un ex calciatore danese, di ruolo difensore.

## Carriera

### Club
Jensen iniziò la carriera con la maglia dello Esbjerg. Debuttò nella Superliga nel 1999.
Nel 2007, passò al Sandefjord. Debuttò nella Tippeligaen il 9 aprile, nella sconfitta per 3-0 in casa del Lyn Oslo. Il 5 agosto segnò la prima rete nella massima divisione norvegese, contribuendo al successo per 4-1 sul Viking. La squadra non raggiunse la salvezza e retrocesse in Adeccoligaen. Nel 2008, la squadra conquistò l'immediata promozione, ma retrocesse nuovamente due anni dopo.
Il 22 dicembre 2011 fu ufficializzato il suo trasferimento al Fram Larvik.

### Nazionale
Jensen giocò 3 partite per la Danimarca under 21. Debuttò il 1º dicembre 1999, nella sconfitta per 4-0 contro l'Argentina under 21.